# Police Academy 3
Police Academy 3: Back in Training is een Amerikaanse komediefilm uit 1986 en de derde film in de reeks Police Academy-films. De dalende lijn van opbrengst per film werd met deze film voortgezet.
Deze derde film volgt ongeveer dezelfde verhaallijn als de eerste: een groep van allesbehalve voorbeeldige rekruten meldt zich aan voor de opleiding tot politieagent. Dit werd ook toegepast in de vierde film.

## Verhaal
Lastige tijden breken aan voor de politie-academie van Eric Lassard. De gouverneur heeft namelijk besloten dat er in zijn staat niet langer genoeg geld is voor twee politie-academies. De tweede academie in kwestie wordt geleid door commandant Mauser (in de vorige film nog inspecteur). Een van de twee academies zal moeten sluiten. Een comité zal bepalen welke academie het beste werk levert qua opleiding en prestaties van de rekruten. Mauser huurt Copeland en Blankes (Harris' hulpjes uit de eerste film) om te infiltreren in Lassards academie en door middel van sabotage te zorgen dat Mauser wint.
Het nieuws dat Lassards academie wordt bedreigd met sluiting doet zich als een lopend vuurtje ronde. Al snel komen oud rekruten Mahoney, Tackleberry, Hightower, Douglas, Hooks en Jones naar de academie als trainers voor de nieuwe rekruten. Onder de nieuwe rekruten bevinden zich onder andere Douglas' vrouw, Zed (de bendeleider uit deel 2) en Sweetchuck (wiens winkel in deel 2 vast doelwit was van Zeds bende). Ook de Japanner Nogata komt naar Lassards academie na te zijn weggestuurd bij Mausers academie.
De training van de nieuwe rekruten is al net zo'n drama als in deel 1, en het comité is dan ook niet tevreden. Om nog wat meer olie op het vuur te gooien geeft Mauser Copeland en Blankes de opdracht om de nieuwe rekruten op praktijktraining te sturen terwijl ze daar nog lang niet klaar voor zijn. Zoals verwacht wordt de training een catastrofe. Zeds oude bende neemt Zed en een comitélid gevangen en bij de achtervolging raken nog twee comitéleden betrokken.
De training gaat ondanks alles door. De rekruten krijgen een demonstratie van een nieuw computer bewakingssysteem dat kan zien waar en wanneer in de stad een noodsituatie is. Tijdens een politieacademie bal nemen Lassard en Mahoney wraak door Proctor met een prostituee (die ook al in deel 1 voorkwam) op te zadelen.
De laatste dag waarop beide academies zich kunnen bewijzen breekt aan, en het wordt wederom een praktijktraining. Een rekruut van beide academies zal de gouverneur vergezellen naar een feest in de jachthaven. Hedges gaat mee als vertegenwoordiger van Lassard. Nadat hun computersysteem een aantal valse meldingen geeft van zogenaamde overvallen ontdekt Hooks dat Copeland en Blankes de boel hebben gesaboteerd en slaat hen knock-out.
In de jachthaven ontdekt Hedges een complot van de obers en koks om alle rijke gasten die aanwezig zijn te overvallen. Hij kan nog net zijn collega's waarschuwen. Mauser neemt het bericht niet serieus en stuurt er geen agenten op af. Wel gaat hij zelf een kijkje nemen met Proctor. Wanneer de overval losbarst grijpen Lassards agenten in. De overvallers ontvoeren de gouverneur waarna er een lange achtervolging over het water volgt. De gouverneur wordt bevrijd. Toevallig waren de comitéleden ook aanwezig en hebben alles gevolgd.
De uitslag staat dan ook snel vast. Lassards academie blijft open.

## Rolverdeling
| Acteur              | Personage                    |
| ------------------- | ---------------------------- |
| Steve Guttenberg    | Brigadier Carey Mahoney      |
| Bubba Smith         | Brigadier Moses Hightower    |
| Michael Winslow     | Brigadier Larvell Jones      |
| David Graf          | Brigadier Eugene Tackleberry |
| Bruce Mahler        | Brigadier Douglas Fackler    |
| Marion Ramsey       | Brigadier Laverne Hooks      |
| Tim Kazurinsky      | Cadet Sweetchuck             |
| Leslie Easterbrook  | Inspecteur Debbie Callahan   |
| Art Metrano         | Commandant Mauser            |
| Bobcat Goldthwait   | Cadet Zed                    |
| David Huband        | Cadet Hedges                 |
| Shawn Weatherly     | Cadet Adams                  |
| George Gaynes       | Commandant Eric Lassard      |
| Scott Thomson       | Brigadier Chad Copeland      |
| Brant von Hoffman   | Brigadier Kyle Blanks        |
| Lance Kinsley       | Proctor                      |
| Ed Nelson           | Gouverneur Neilson           |
| Brian Tochi         | Cadet Nagata                 |
| Debralee Scott      | Cadet Fackler                |
| Andrew Paris        | Cadet Kirkland               |
| George R. Robertson | Chef-commissaris Hurst       |
| Georgina Spelvin    | Prostituee                   |

## Achtergrond
Deze derde film volgt ongeveer dezelfde verhaallijn als de eerste: een groep van allesbehalve voorbeeldige rekruten meldt zich aan voor de opleiding tot politieagent. Dit werd ook toegepast in de vierde film.
Hoewel de tweede film in veel details verschilde van de eerste film, wordt in deze derde film teruggegaan naar de basis. Wel keren veel personages uit de tweede film weer terug zoals Zed, Sweetchuck en de familie Kirkland.
Interessant is wel het politieke aspect in de film. De film toont een afkeer van discriminatie. Hoewel dit in een komedie als dit naar de achtergrond verdwijnt, is het toch duidelijk te zien. Zo wil Douglas Fackler niet dat zijn vrouw ook bij de politie gaat omdat hij het te gevaarlijk voor haar vindt, maar ze zet onvermoeid door en wordt toch agent. Hedges behandeld bij zijn aankomst de Afro-Amerikaanse agent Hightower als een portier, maar deze wijst hem direct zijn plaats.

## Prijzen en nominaties
- In 1986 won de film in Duitsland een Golden Screen.

## Trivia
- Bubba Smith (Hightower) is doodsbang voor haaien en zag dan ook behoorlijk op tegen de scène waarin hij in het water staat en een boot tegenhoudt.
- Dit is de laatste film met Mauser (Art Metrano). Hij keerde wel terug in de televisieserie Police Academy: The Series.
- Het kostte Leslie Easterbrook (Callahan) vier uur om de jetski voor de laatste scène te leren starten.